# Östermalms kontrakt
Östermalms kontrakt är ett kontrakt inom Svenska kyrkan i Stockholms stift.
Kontraktskoden är 1311. 

## Administrativ historik
Kontraktet bildades 1995 med namnet Östermalms-Lidingö kontrakt där sedan namnet 2013 ändrades till det nuvarande. 
Kontraktet bildades 
från Stockholms norra kontrakt med
- Hedvig Eleonora församling
- Oscars församling
- Engelbrekts församling

från Roslags kontrakt med 
- Lidingö församling som 2013 överfördes till Solna kontrakt[1]

## Kontraktsprostar
| Ämbetstid | Namn          | Levnadstid | Kommentarer                              |
| --------- | ------------- | ---------- | ---------------------------------------- |
| 2005–2006 | Åke Bonnier   | 1957–      | Kyrkoherde i Lidingö församling.         |
| 2015–2024 | Sven Milltoft | 1965–      | Kyrkoherde i Hedvig Eleonora församling. |